# Welk Music Group
Le Welk Music Group (WMG) est l'un des leaders indépendant de l'édition de disque. Créé à partir de 1958 par Lawrence Welk, il est resté la propriété de la famille Welk et comprend trois divisions : Sugar Hill Records, Vanguard Records et Ranwood Records.

## Histoire de la société

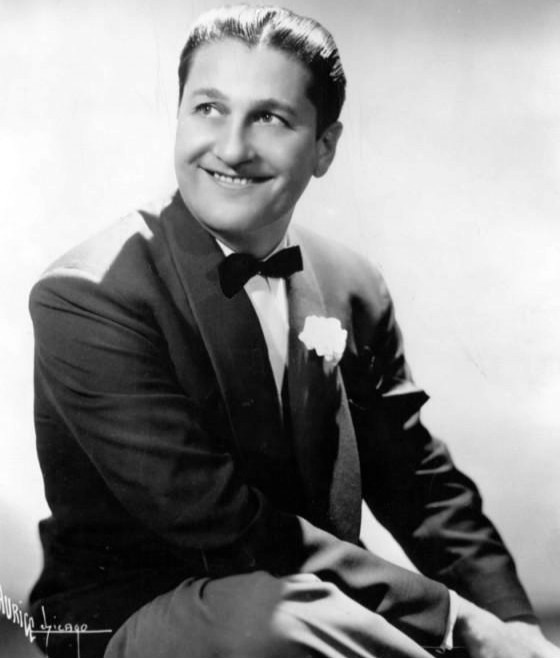
Lawrence Welk vers 1946

Le Welk Music Group fut créé par Lawrence Welk, accordéoniste fameux dès les années 1930, chef d'orchestre, animateur de télévision, et entrepreneur immobilier. L'idée d'investir dans l'édition musicale lui fut suggérée par son manager, Sam Lutz qui lui suggéra qu'acquérir le catalogue d'Harry von Tilzer Music Publishing Co, qui détenait les droits de nombreux succès de la première moitié du XXe siècle constituait une manière de rentabiliser ses spectacles télévisés puisqu'il les interprétait souvent.
Une fois qu'ils eurent commencé à acquérir des droits d'auteur, Lawrence Welk et les administrateurs de ses sociétés constatèrent que ceux-ci constituaient une bonne affaire. Au cours des 31 années qui suivirent, Lawrence Welk acheta plus d'une centaine d'éditeurs de musique et plus de 100,000 droits d'auteur qui couvraient l'éventail complet des musiques populaires.
Lawrence Welk avait publié ses premières œuvres chez Coral Records (en). Dans les années 1950, il publia surtout chez Dot Records (en) que son propriétaire Randy Wood (en) céda en 1957 à Paramount Pictures, mais dont il resta le président-directeur général dix ans encore.
En 1967, Randy Wood quitta Dot Records et s'associa avec Larry Welk pour créer Ranwood Records (en) auquel Lawrence Welk apporta les droits et les mastères qu'il avait rachetés à Coral Records et à Dot Records.
En 1975, Welk Music qui jusque-là se contentait d'acquérir des droits d'auteur commença à acquérir les contrats et à recruter des auteurs-compositeurs. Elle acquiert cette même année l'une des plus célèbres sociétés d'édition musicale Hall-Clement (BMI)/Jack and Bill (ASCAP) fondée par Jack Clement et Bill Hall et installe à Nashville le principal établissement de la société qui reste toutefois dirigée par Dean Kay depuis Santa Monica. Welk Music possède aussi à cette époque des bureaux à New York et à Los Angeles.
En 1979, Lawrence Welk racheta les parts de Randy Wood dans Ranwood Records et la famille Welk posséda désormais sa propre maison de disque, gérée par Larry Welk, qui devint le Welk Music Group et qui acquit Vanguard Records en 1986.
Le Welk Music Group s'enrichit en 1998 de l'acquisition de Sugar Hill Records.